# Neuve-Maison
Neuve-Maison ist eine französische Gemeinde mit 607 Einwohnern (Stand: 1. Januar 2022) im Département Aisne in der Region Hauts-de-France. Sie gehört zum Arrondissement Vervins, zum Kanton Hirson und zum Gemeindeverband Trois Rivières.

## Geographie
Die Gemeinde Neuve-Maison liegt im Osten der Thiérache an der oberen Oise, vier Kilometer westlich von Hirson und 13 Kilometer südwestlich der Grenze zu Belgien.  Nachbargemeinden von Neuve-Maison sind Mondrepuis im Norden, Hirson im Osten, Buire im Südosten und Süden, Origny-en-Thiérache im Südwesten, Ohis im Westen sowie Wimy im Westen und Nordwesten.

## Bevölkerungsentwicklung
| Jahr      | 1962 | 1968 | 1975 | 1982 | 1990 | 1999 | 2006 | 2016 | 2022 |
| Einwohner | 526  | 487  | 482  | 512  | 669  | 617  | 633  | 607  | 607  |

## Sehenswürdigkeiten

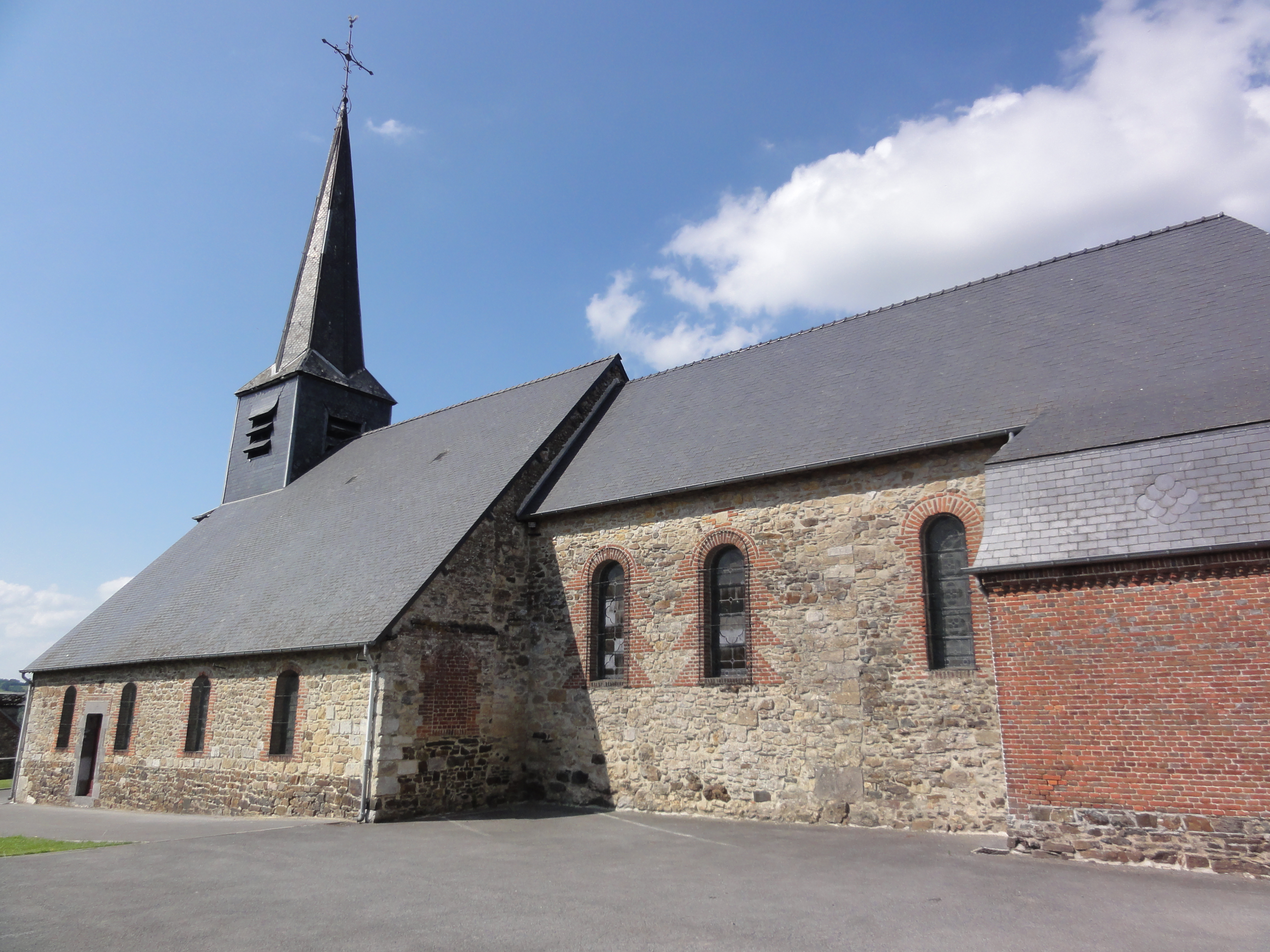
Kirche Saint-Lazare
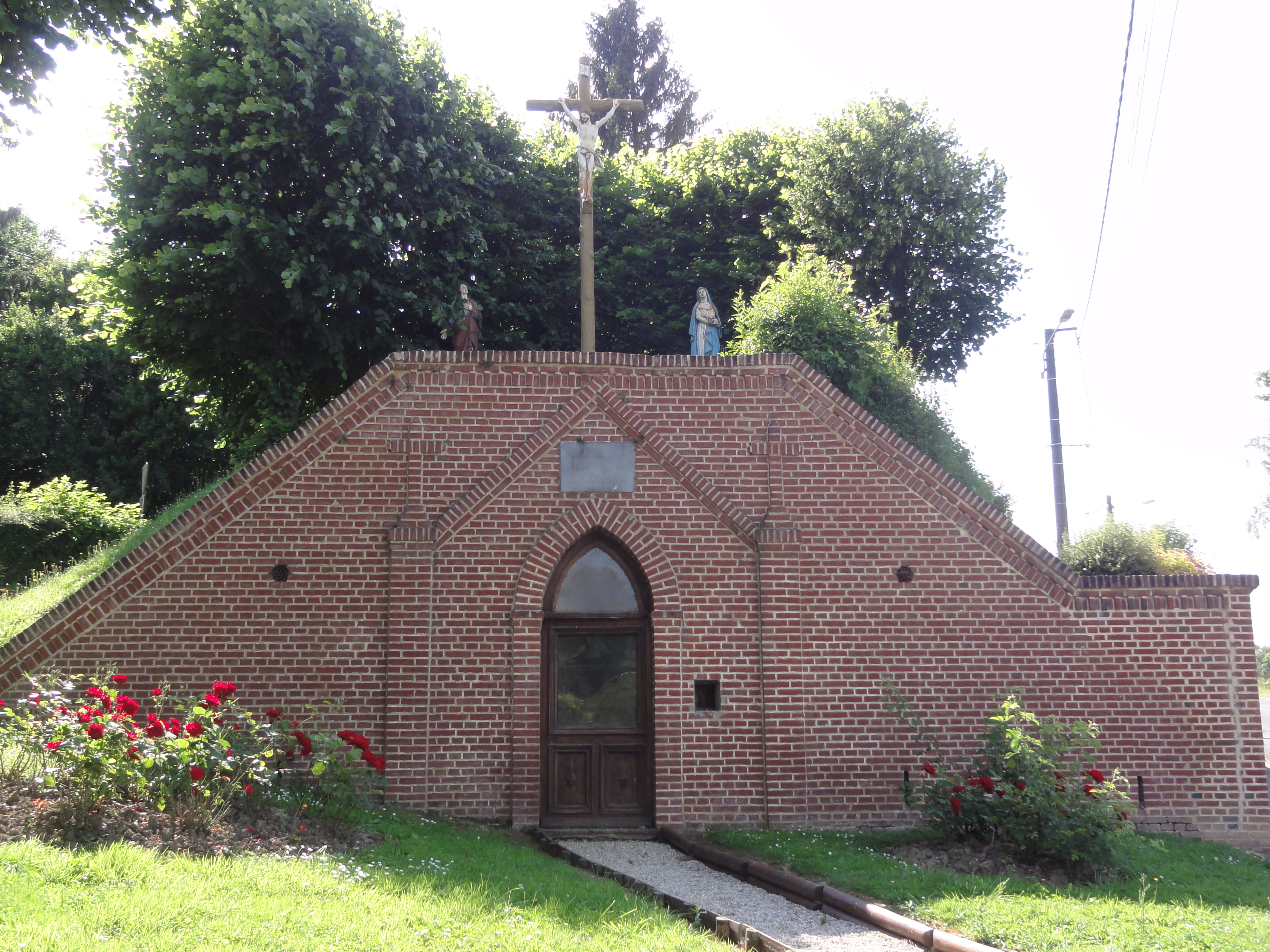
Kapelle Notre-Dame-de-Sept-Douleurs
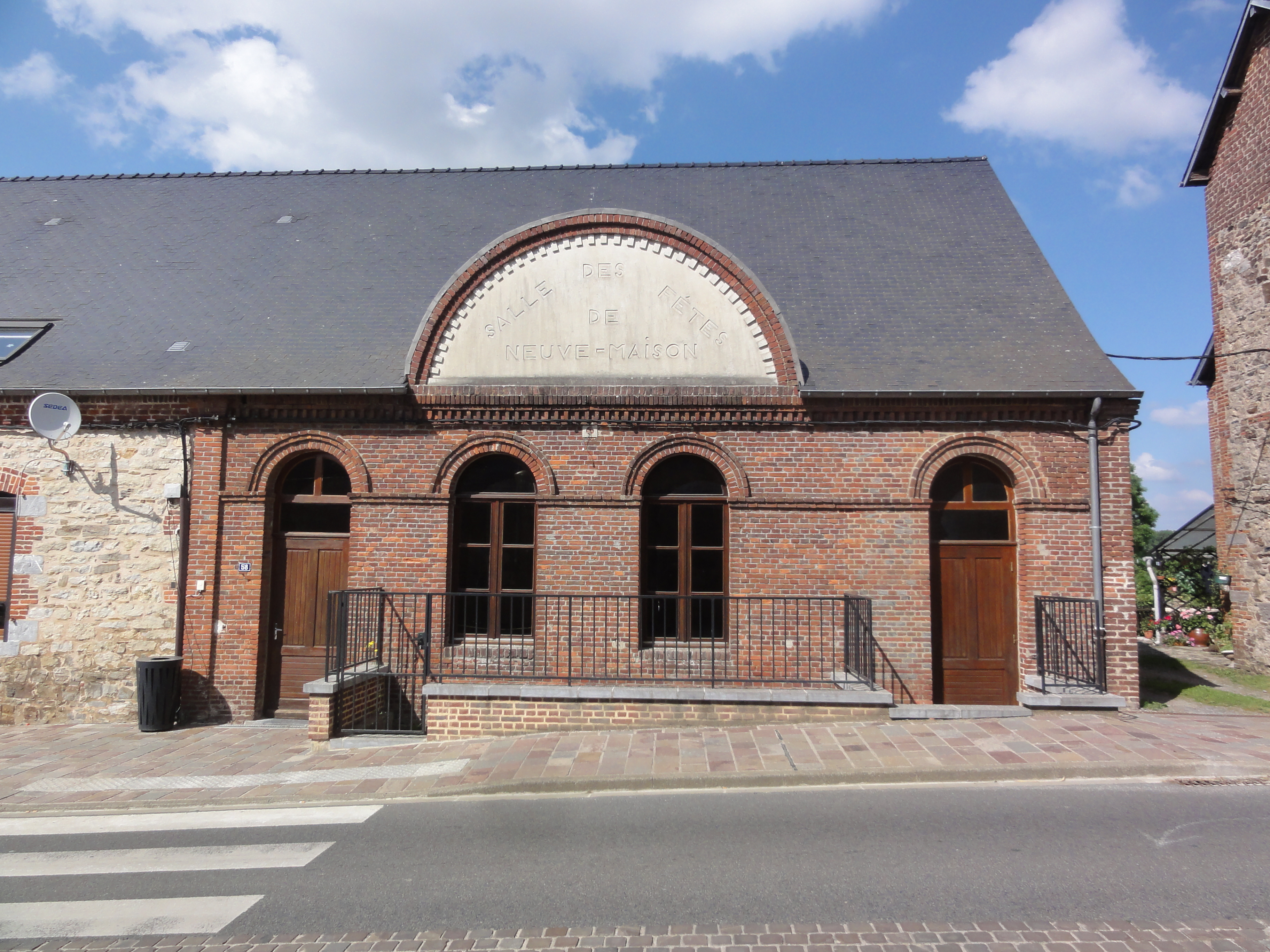
Gemeindefesthalle

- Kirche Saint-Lazare
- Kapelle Notre-Dame-de-Sept-Douleurs
- Gemeindefesthalle

## Persönlichkeiten
- Clovis Dupont (1830–1902), Kommunarde
- Samuel Rousseau (1853–1904), Komponist